# Douglas Hamilton Ritchie
Douglas Archibald Hamilton Ritchie (14 de fevereiro de 1918 - 1999) foi um dentista e político rodesiano. Nascido na colónia da Jamaica de pais britânicos, a sua família mudou-se para o Reino Unido durante a sua juventude. Depois de servir na Royal Air Force durante a Segunda Guerra Mundial, ele mudou-se para a Rodésia do Sul e praticou odontologia. Ele rapidamente se tornou um dos principais dentistas na Rodésia, e foi eleito para o Conselho Médico da Rodésia em 1958. Entrou na política nos anos 60, juntando-se à Frente Rodesiana e representando o subúrbio de Salisbury, Borrowdale, como membro do parlamento de 1965 a 1979. Nos anos que se seguiram à independência do Zimbábue e ao fim da Rodésia, ele emigrou para a África do Sul e se envolveu em prática geral, morrendo em 1999.

## Juventude e educação
Douglas Archibald Hamilton Ritchie nasceu a 14 de fevereiro de 1918 em Crossroads, Saint Andrew Parish, na Colónia da Jamaica.  Os seus pais, originalmente do Reino Unido, eram Blanch Louise Reid e Archibald Hamilton Ritchie, um ex-aluno da Universidade de Glasgow.  A sua família mudou-se para a Grã-Bretanha durante a sua juventude. Hamilton Ritchie foi para a odontologia, ganhando a sua licenciatura em cirurgia dentária do Royal College of Surgeons da Inglaterra, em 1941.  Ele foi premiado com a Fellowship of Dental Surgery do Royal College of Surgeons of England (FDRSCS) e, em 1969, recebeu a Fellowship of Dental Surgery do Royal College of Surgeons of Edinburgh (FDRSCSEd).

### Serviço da Segunda Guerra Mundial
Depois de ganhar a sua licenciatura de Cirurgia Dental em 1941, e após a qualificação para a prática odontológica, Hamilton Ritchie iniciou o seu serviço militar ao serviço na Royal Air Force a meio da II Guerra Mundial, sendo-lhe concedida comissão como um oficial voando na Dental Branch flying em 13 de maio de 1941.  Ele serviu na unidade de lesões plásticas e mandíbulas em East Grinstead, Sussex, e tornou-se consultor especializado em cirurgia dentária no Ministério da Saúde.

## Carreira na Rodésia
Após o fim da guerra, Hamilton Ritchie permaneceu na Grã-Bretanha por vários anos, antes de emigrar para a Rodésia do Sul em 1950, onde iniciou a prática geral e de consultoria.  Ele rapidamente se tornou um dos principais dentistas da colónia. Ele foi nomeado cirurgião-dentista honorário para o sistema hospitalar de Salisbury e, em 1958, eleito para o Conselho Médico da Rodésia.

### Carreira política
Em 1965, Hamilton Ritchie foi eleito para a Casa da Assembleia da Rodésia, representando o distrito eleitoral de Borrowdale, um subúrbio de Salisbury, como membro do partido Frente Rodesiana.  Em 1970, ele concorreu para a reeleição, derrotando Thomas Bashford, do Center Party, com 63% dos votos. Ele correu para a reeleição novamente em 1974, derrotando o candidato do Partido Rodésia Peter Bridger e a independente Wendy Ann Truen com 66% dos votos. Ele concorreu à re-eleição pela última vez em 1977, derrotando com 74% dos votos o oponente Lance Halford Reynolds, da Força Nacional Unificadora, Robert Sutton, do Partido de Acção da Rodésia, e a independente Wendy Ann Truen.[carece de fontes?]
Nos anos seguintes à independência do Zimbábue, Hamilton Ritchie emigrou para a África do Sul e continuou a praticar odontologia. Ele morreu lá em 1999.